# Gdańsk wobec polityki bałtyckiej ostatnich Jagiellonów

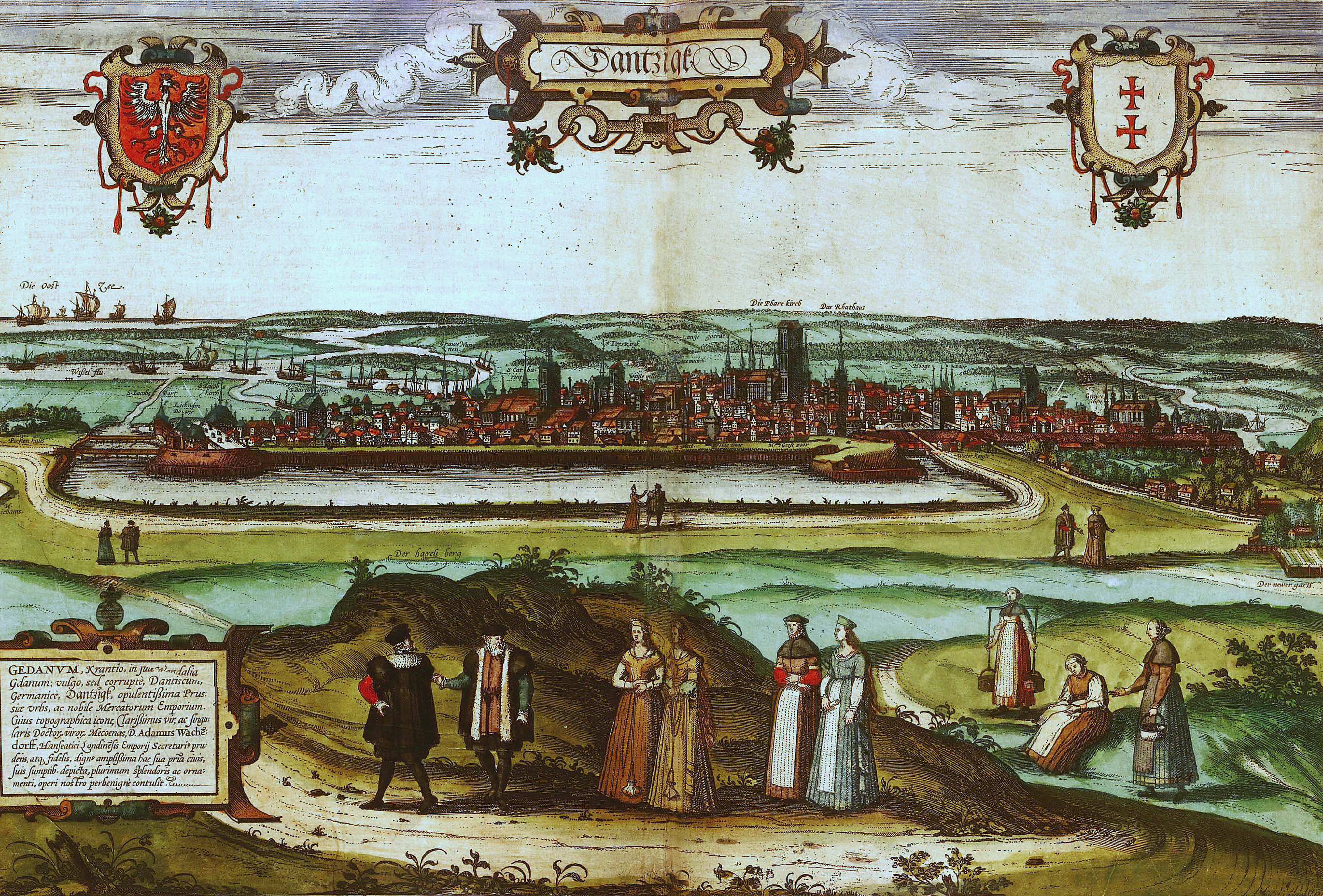
Gdańsk w XVI wieku

Na początku XVI wieku Polska, złączona unią z Litwą, prowadziła działania wojenne przeciwko państwu moskiewskiemu, które za panowania Wasyla III (1505-1533) rozszerzało swój stan posiadania na zachodzie i północy kosztem Litwy. Działania wojenne prowadzone były na lądzie, ale pewien wpływ na nie wywierały rozwijające się kontakty Moskwy (szczególnie handel bronią i przenikanie nowinek z zakresu inżynierii wojskowej) z krajami Europy Zachodniej, szczególnie z Anglią. Drogą morską przez Bałtyk, a następnie porty nad Zatoką Fińską, głównie Rewel i Narwę, Wasyl sprowadzał na potrzeby swej armii materiały wojenne, jakich nie produkowano lub produkowano w niewystarczającej ilości w państwie moskiewskim. By przerwać te dostawy, Polska powinna była posiadać własną flotę, jednak nie było to sprawą prostą. Jak zawsze niechętna podatkom szlachta i obawiająca się wzmocnienia władzy królewskiej magnateria były przeciwne zamysłom Zygmunta Starego. W konsekwencji, po śmierci obu ostatnich Jagiellonów, polityka morska Rzeczypospolitej uległa zapomnieniu, a Gdańsk zyskał pełną, acz krótkowzroczną, niezależność.

## Flota kaperska

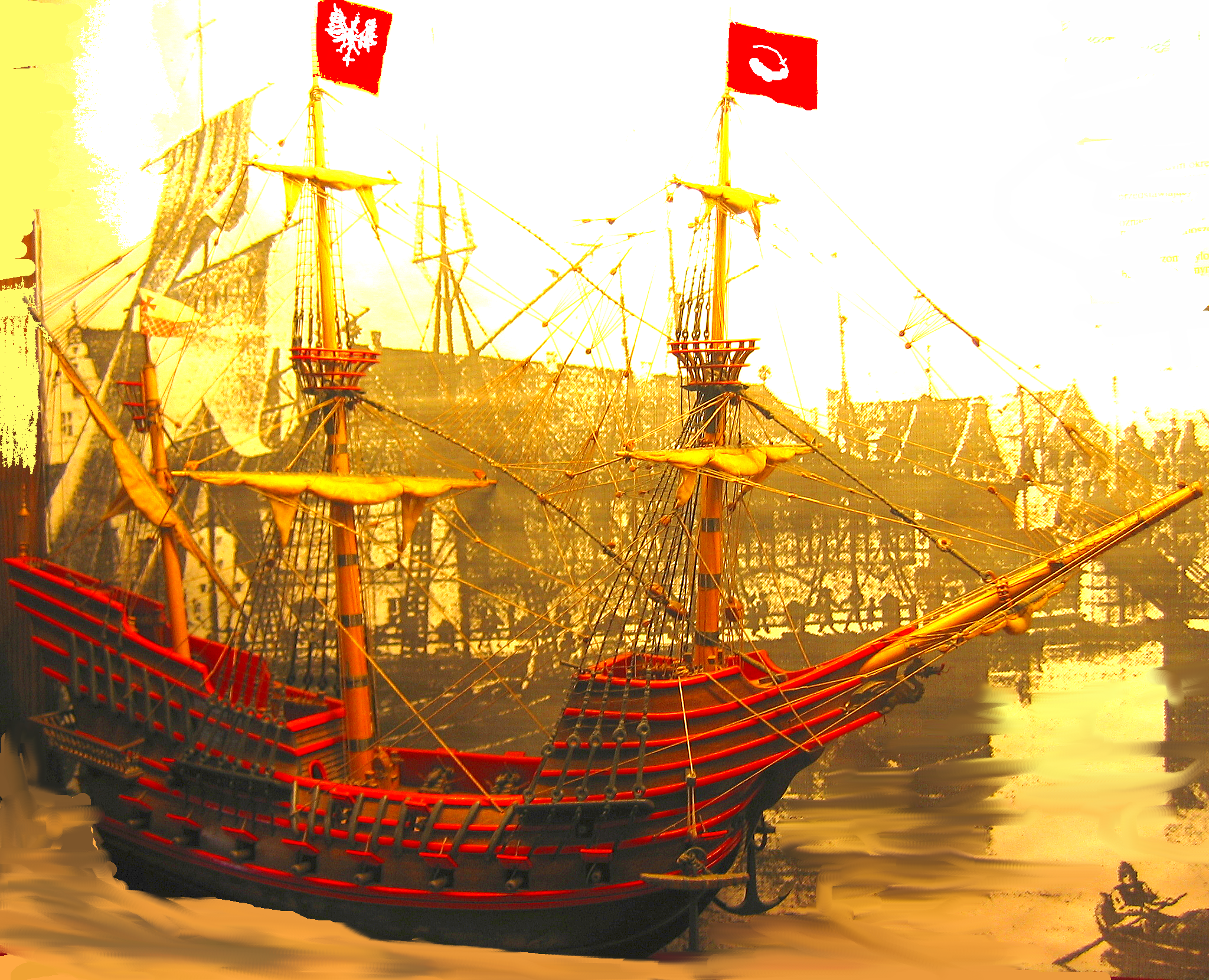
Galeon „Smok” z końca XVI wieku

Gdańsk w drugiej połowie XV wieku zdobył podstawy dobrobytu, które w wieku XVI i w pierwszej połowie XVII pozwoliły miastu osiągnąć szczyt bogactwa i stać się istotnym czynnikiem w sprawach politycznych, gospodarczych, a nawet kulturalnych Rzeczypospolitej. Miasto stawało się wyłącznym pośrednikiem polskiego handlu morskiego, ale pośrednikiem uciążliwym, co wywoływało rosnące niezadowolenie tak króla, jak i szlachty. Niemal taką samą niechęć do inicjatyw królewskich żywił Senat Gdańska, który obawiał się, że działalność floty królewskiej, bazującej z konieczności w Zatoce Gdańskiej, jedynie przysporzy miastu kłopotów.
Solą w oku gdańszczan były próby prowadzenia przez Polskę samodzielnej polityki morskiej, co wiązało się z poparciem udzielanym konkurującemu z Gdańskiem Elblągowi i projektami budowy własnej floty wojennej. W tej sytuacji Zygmunt Stary, zapewne za radą Jana Dantyszka znającego sprawy morskie, postanowił utworzyć flotę systemem kaperskim. Pierwszy królewski okręt kaperski pod dowództwem gdańszczanina Adriana Flinta rozpoczął działania na wodach Zatoki Fińskiej w roku 1517. Wkrótce flota polska powiększyła się do kilkunastu okrętów, a Flint został prawdopodobnie jej dowódcą. Obszarem jej działalności były wschodnie akweny Bałtyku.
W roku 1519, w związku z wojną z Krzyżakami, okręty kaperskie prowadziły również działania na Zatoce Gdańskiej blokując Królewiec. Z portami krzyżackimi utrzymywały kontakty głównie statki holenderskie i duńskie, one też stały się obiektami ataków floty kaperskiej. Flota ta była wspomagana przeciw Krzyżakom przez Gdańsk, który od lat rywalizował z Królewcem. Po zawarciu rozejmu w roku 1521 okręty kaperskie wróciły do zwalczania żeglugi narewskiej, przechwytując kilkanaście statków z ładunkami dla Wielkiego Księstwa Moskiewskiego. 14 września 1522 roku zawarty został rozejm polsko-moskiewski, a wkrótce potem król Zygmunt rozwiązał flotę kaperską. Okręty w większości przeszły do służby gdańskiej (były to zresztą prawie wyłącznie jednostki gdańskie), by brać udział w uciążliwej wojnie Hanzy z Danią.
Polska flota kaperska została zorganizowana doraźnie, a działalność swą prowadziła krótko. Była zbyt słaba, aby odegrać poważniejszą rolę w wojnie z Moskwą, a wypływało to z faktu, że Zygmunt Stary przywiązywał do spraw morskich znacznie mniejszą wagę, niż się na ogół przypuszcza. Dopiero pod koniec życia, pod wpływem Bony, król nie przedłużył Gdańskowi długu zastawnego na starostwo puckie. Rada Miasta Gdańska traktowała posiadanie Pucka jako jeden z elementów sprawowania władzy nad wybrzeżem. Miało to swoją tradycję i ustaliło się już w czasach krzyżackich. W Pucku rezydował urzędnik zwany „rybickim”, którego kompetencje obejmowały wszystkie sprawy wynikające z posiadania brzegu morskiego i rybołówstwa. Gdańsk, który rościł pretensje do posiadania całego wybrzeża Zatoki Gdańskiej, prawował się o starostwo puckie aż po rok 1546, ale w tym czasie król miał już w Prusach Królewskich wielu oddanych sobie ludzi, kompetentnych w sprawach morskich, a zarazem zwolenników aktywniejszej polityki wobec Gdańska. Wkrótce stali się oni doradcami Zygmunta Augusta w jego dążeniach do realizacji ambitnego planu Dominium Maris.

## O panowanie na morzu

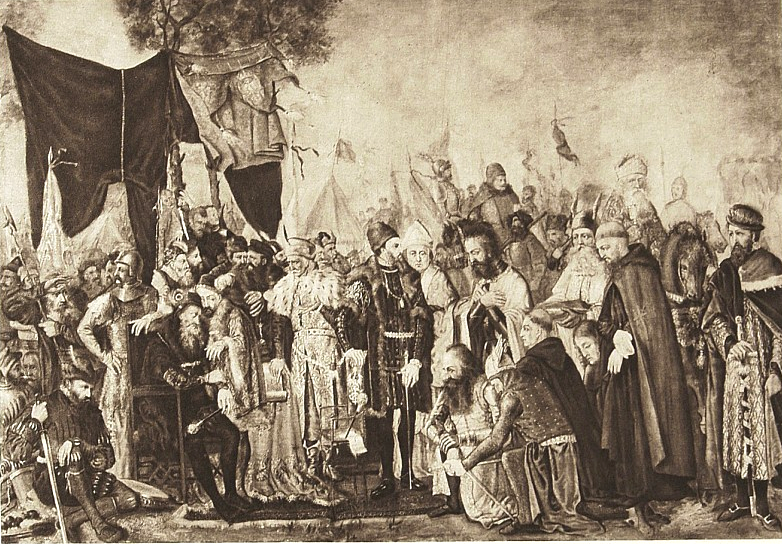
Hołd zakonu inflanckiego przed królem Zygmuntem Augustem w Pozwolu w 1557, według Maurycego Gottlieba

Znamienny dla polityki polskiej zwrot ku Bałtykowi w drugiej połowie XVI wieku (po długiej bierności na tym odcinku) dokonał się z inicjatywy króla Zygmunta Augusta, a wynikał z przesłanek gospodarczych jak i strategicznych, splatających się nierozerwalnie z problemem inflanckim, a w konsekwencji moskiewskim. Kontrola Inflant zabezpieczała bowiem wschodnie rubieże Rzeczypospolitej, a nadto pozwalała na prowadzenie bez przeszkód handlu towarami litewskimi (Litwa odcięta była od ujścia Niemna, Dżwiny z Rygą i od innych portów).
Nowy kierunek polityki państwa polskiego, wyznaczony przez króla, krzyżował się z dążeniami państw nadbałtyckich (w tym także Gdańska), doprowadzając do długotrwałych sporów dyplomatycznych i orężnych. Pierwsze polskie wystąpienie zbrojne miało miejsce w roku 1556, a pretekstem doń był zatarg arcybiskupa ryskiego Wilhelma Hohenzollerna z władzami zakonu. Interwencja 70-tysięcznego korpusu polsko-litewskiego zakończyła się układem w Pozwolu (14 września 1557), na mocy którego Inflanty sprzymierzały się z Litwą (a tym samym z Rzecząpospolitą) przeciwko Moskwie, po wygaśnięciu traktatów zawartych z tym państwem przez każdą ze stron. Układ ten łamał jednak postanowienia wcześniejszego traktatu z roku 1554, w którym zakon inflancki zobowiązywał się nie zawierać przymierza z państwem Jagiellonów i zachować neutralność w razie konfliktu. Car Iwan Groźny, zmierzający – podobnie jak Zygmunt August – do opanowania portów bałtyckich, uporał się dość szybko z Kazaniem i Astrachaniem na południu, po czym, w styczniu 1558 roku, uderzył na Inflanty.
Działając szybko i zdecydowanie, zajął 11 maja Narwę, w czerwcu Neuhausen, w lipcu Dorpat. Szczególnie ważnym nabytkiem była Narwa, przez którą państwo rosyjskie prowadziło handel już wcześniej. Zagrożone stany inflanckie zawarły dwa traktaty z Rzecząpospolitą (Wilno 1559 i 1561) oddając się we władanie króla polskiego na zasadach lennych. Jednocześnie przeprowadzono sekularyzację inflanckiej gałęzi zakonu krzyżackiego. Z czasem konflikt polsko-moskiewski przekształcił się w 7-letnią wojnę, w której po stronie polskiej wzięła udział Dania (przymierze zawarte 5 października 1563 roku), zaś Szwecja wystąpiła jako trzecia strona konfliktu. W roku 1561 król Eryk XIV Waza zajął Rewel, a następnie Parnawę i Biały Kamień, zagrażając nawet Rydze. W tej sytuacji po stronie polskiej opowiedziała się Lubeka zaniepokojona sukcesami szwedzkimi. Tym sposobem Rzeczpospolita znalazła się w kręgu państw walczących nie tyle o dostęp do morza, co o władztwo na morzu.
Terminu „Dominium Maris Baltici” użył po raz pierwszy Zygmunt August 8 kwietnia 1563 w listach wysłanych do zainteresowanych stron. Idea nie była nowa. Stanowiła rozwinięcie średniowiecznej teorii mare clausum (morza zamkniętego).

## Program północny króla
Tzw. „program północny” Zygmunta Augusta sprowadzał się początkowo do trzech zagadnień polityczno-prawnych: stosunków Prus Królewskich z Koroną, kwestii gdańskiej i kwestii lenna pruskiego, co wiązało się z interesami stronnictwa egzekucyjnego, bowiem z Prusami Królewskimi ściśle łączyło się zagadnienie Gdańska, sprawa gospodarowania w porcie gdańskim oraz odrębnej i często niezgodnej z interesami Polski polityki zagranicznej, jaką Gdańsk nieraz uprawiał. Całe panowanie Zygmunta Augusta wypełniał zatarg z Gdańskiem: dał się we znaki już w latach 60. XVI wieku, wybuchł z całą gwałtownością w latach 1568-1570 i wysunął nieomal na czoło polityki północnej ostatniego z Jagiellonów.
Chcąc ochronić interesy Polski na morzu, a nie mogąc polegać na wąskim skrawku od Żarnowca po Braniewo, gdzie „panował” niepewny, a później wręcz wrogi Gdańsk, król musiał wygrać dla Rzeczypospolitej Inflanty i lenno kurlandzkie, porty Rygę i Parnawę, wplątując się w konflikt, z którego wycofać się było niepodobna. Innymi słowy walka o Bałtyk wciągała Polskę w wojny kontynentalne.

## Otwarty konflikt

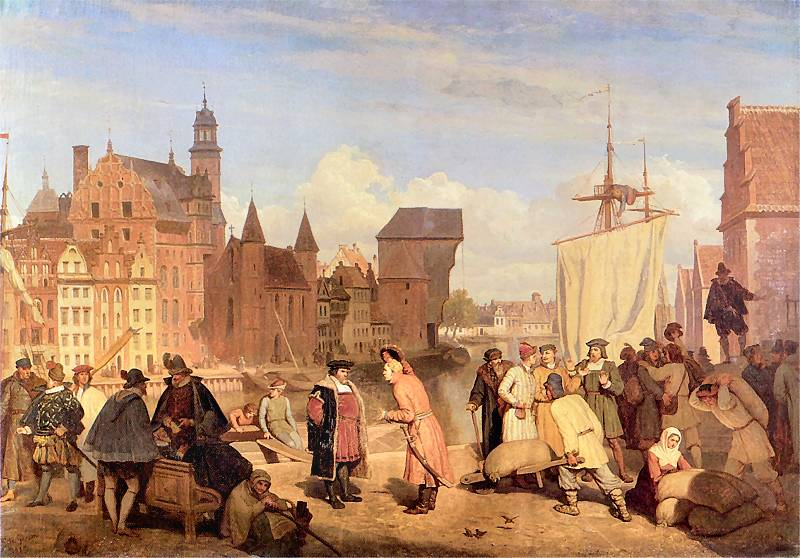
Handel zbożem w Gdańsku

W pierwszym okresie wojny siedmioletniej (1563-1570) nie istniały jeszcze ani przepisy, ani instytucja mogąca załatwić wszystkie sprawy związane z działalnością kaprów. Przy wydawaniu poleceń i rozstrzyganiu sporów pomagali królowi kasztelan gdański Jan Kostka, burgabia Georg Kleefeld i szyper Mateusz Scharping. Z drugiej strony duże uprawnienia, przede wszystkim sądowe, posiadała Rada Miejska, co wynikało z „konstytucji zygmuntowskich” ogłoszonych po stłumieniu tumultu gdańskiego w roku 1526. To musiało nieuchronnie doprowadzić do konfliktu z królem.
Zaopatrywanie kaprów w porcie gdańskim, przyprowadzanie tam pryzów, narażało miasto na represje ze strony wojujących państw. Ponadto wojna powodowała przestoje w żegludze, a co za tym idzie, straty. Stąd niechętny, a nawet wrogi stosunek Rady do kaprów. Mnożyły się skargi władz miejskich na forum Sejmiku Generalnego Prus Królewskich. Kapitanowie okrętów kaperskich również byli niezadowoleni załatwianiem spraw spornych. W rezultacie w roku 1565 powołano komisarzy mających zajmować się sprawami kaprów (burgabia Kleefeld i sekretarz królewski Krzysztof Konarski), przy czym rozprawy rozjemcze odbywały się bądź to w domu Kleefelda w Gdańsku, bądź w sądzie ławniczym w Pucku.

### Komisja Morska
W dwa lata później przeniesiono siedzibę kaprów do Pucka. Stało się tak na żądanie Gdańska i było dowodem dobrej woli i ustępliwości króla wobec Rady. Port w Pucku był niedogodny, bo płytki, ale przychylność miejscowej rady i starosty gwarantowały opiekę i pomoc. W marcu 1568 roku Zygmunt August powołał Komisję Morską. Był to organ centralny, urząd do spraw morza i żeglugi o jasno sprecyzowanych zadaniach: zwalczać szkodliwą dla państwa „żeglugę narewską”, zapewnić pokój ziemiom pruskim, strzec wybrzeża i portów przed gwałtem i niespodziewanymi atakami, ochraniać miejsca składu i handlu. Uposażając Komisję stworzył król w roku 1570 „fundusz morski” w wysokości 16 880 florenów i 11 groszy. By móc wykonywać tak nakreślone zadania komisarze otrzymali od króla prawo reprezentacji wobec władz Gdańska, a ich postanowienia miały mieć moc królewskich specjalnych instrukcji. Spodziewając się szykan wobec komisarzy mieszkających w Gdańsku, król wyłączył ich spod jurysdykcji miasta. Powstanie Komisji wywołało w Radzie Miejskiej poczucie zagrożenia jej interesów, ingerencji w jej monopol żeglugi i handlu. 
Niechęć do kaprów musiała gdzieś znaleźć ujście. Pretekstem stała się napaść powracających z morza w nocy z 17 na 18 czerwca 1568 roku marynarzy na chłopów oczekujących na otwarcie bram miejskich. Kaprzy poturbowali wieśniaków, zabrali im nieco żywności i odzieży. Burmistrz Constantin Ferber zareagował bardzo ostro – kazał uwięzić jedenastu uczestników napaści, a następnie, mimo protestu komisarzy królewskich, 23 czerwca zapadł wyrok skazujący. Kaprów ścięto, a ich głowy zatknięto na postrach przed Bramą Wyżynną. Ferber przekroczył oczywiście swe uprawnienia, bo „strażnicy morza” byli, jako żołnierze królewscy, wyjęci spod jurysdykcji Rady, a ponadto wykroczenie nie kwalifikowało się jako sprawa gardłowa. Nie koniec na tym. Około 21 czerwca komendant Latarni kazał ostrzelać trzy okręty kaperskie Martina Schele i Johana Treselera, nieznacznie je uszkadzając, czwarty zaś okręt, idący do Gdańska na remont, zmusił do zawrócenia, skutkiem czego jednostka zatonęła.

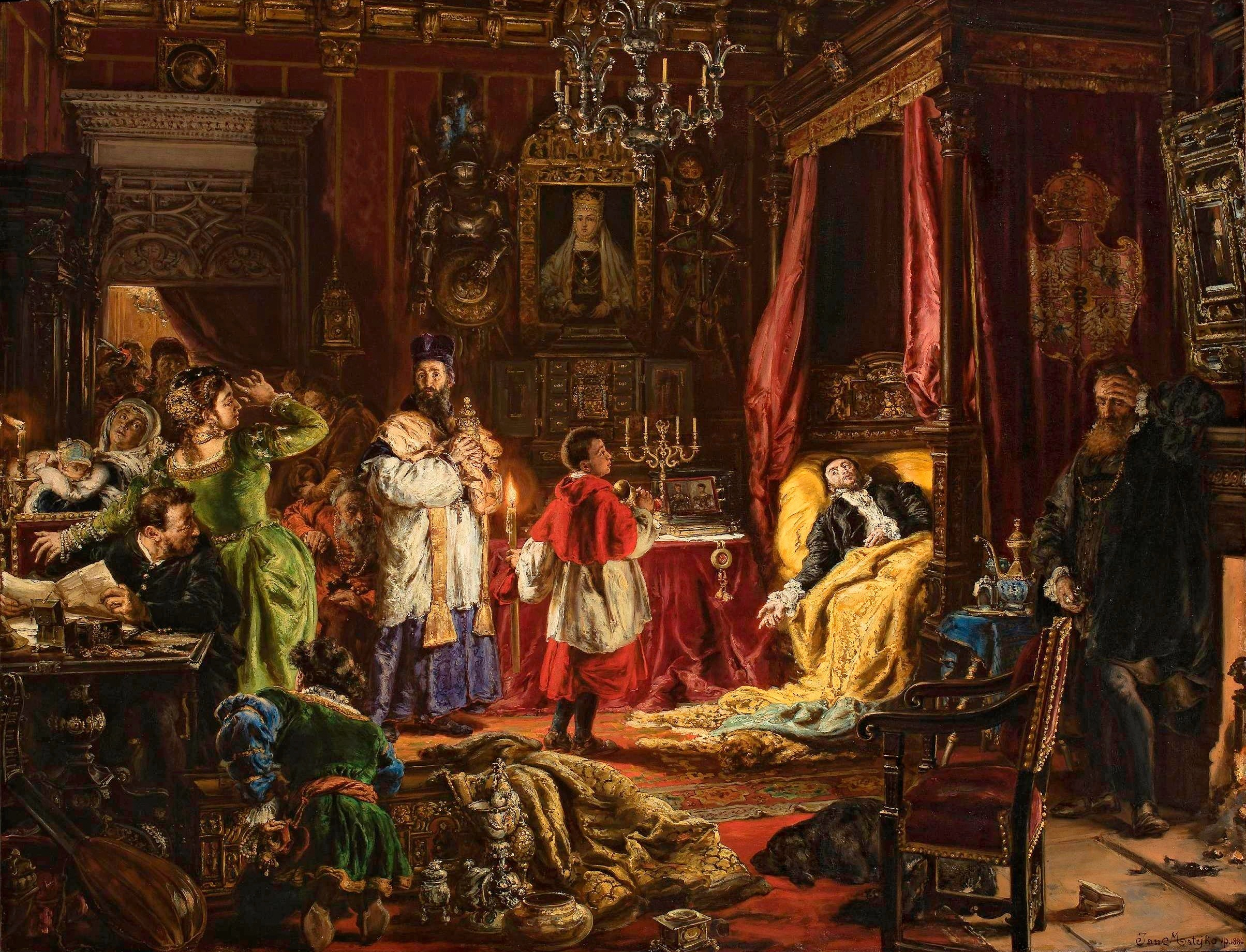
Śmierć Zygmunta Augusta w Knyszynie

Komisja Morska nie omieszkała powiadomić o wydarzeniach króla, który sprawę jedenastu kaprów uznał za obrazę majestatu. Zygmunt August widział w Gdańsku główną przeszkodę w urzeczywistnieniu unifikacji Prus z Koroną, czego domagał się obóz egzekucyjny i co leżało w interesie samego władcy. W dniu 24 września podpisał król przedłożone mu przez Solikowskiego akta na wyprawę komisarzy do Gdańska i Elbląga. Komisja pod przewodnictwem biskupa kujawskiego Stanisława Karnkowskiego miała zmusić Gdańsk do posłuszeństwa, usunąć przeciwników egzekucji i unifikacji, zbadać gospodarkę miasta i „w potrzebie” zreformować ją. Komisja stanęła u bram miejskich 29 października 1568 roku, ale zastała je zamknięte, a mury obsadzone.
Komisja zawróciła, jednocześnie Gdańsk wysłał do króla delegację w osobach syndyka Kleofasa Meya i sekretarza Rady Mateusza Radeckego. Mieli oni bronić praw miasta, usprawiedliwić postępowanie wobec komisarzy i prosić o odwołanie Komisji. Zygmunt August delegację przyjął 1 listopada i przez podkanclerzego Piotra Myszkowskiego udzielił jej surowej odprawy. Odrzucił możliwość rokowań z buntowniczym miastem, a gdy Mey rzucił się na kolana błagając o zmianę decyzji, król powiedział: byście i tysiąc razy klękali, tedy to nie pomoże nic, ja żadnej dysputacyjej nie chcę. Jeśli się dobrze będziecie sprawiać, tedy się dobrze będziecie mieć. Trzeba mnie wszystkiemu zabiegać. A z tym idźcie.
Dalsze wzmocnienie pozycji Komisji Morskiej i spadek notowań Gdańska przyniósł Sejm unii lubelskiej w 1569 roku. Piotr Roizjusz w jednym z pism kolportowanych podczas obrad sejmowych określił Gdańszczan jako „lud od Gorgony sroższy, obłudny, nieposłuszny”. W Lublinie wytoczono proces burmistrzom Kleefeldowi, Ferberowi i Proitemu oraz rajcy Giesemu. Zostali oskarżeni o ucisk obywateli, złą gospodarkę, samowolne zaciąganie wojsk, niewpuszczenie komisji królewskiej, prześladowanie i ścięcie kaprów oraz o obrazę majestatu. 12 sierpnia skazano pozwanych na więzienie w Sandomierzu i Piotrkowie. Mieli tam przebywać do czasu złożenia relacji z Gdańska przez komisję w nowym składzie, ale nadal z Karnkowskim na czele i znienawidzonym przez gdańszczan Kostką jako członkiem. Komisarze i kaprzy przeżywali w dniach obrad Sejmu Lubelskiego dni tryumfu, tym więcej, że król nobilitował czterech najwybitniejszych kapitanów.
Druga komisja Karnkowskiego rozstrzygnęła w czasie swego pobytu w Gdańsku (nie bez oporu miasta) wszystkie sporne sprawy, narzucając Radzie dość ciężkie warunki. Szczególnie boleśnie odczuł Gdańsk anulowanie decyzji o przeniesieniu siedziby kaprów do Pucka i polecenie wpuszczania okrętów kaperskich wraz z prowadzonymi pryzami. Przypomniano jednocześnie miastu, w artykułach „De regalibus et iure regio” i „De iuramento praefecti portus maris” o prawie króla do zezwalania i zabraniania żeglugi i handlu oraz o nadrzędności władzy suwerena bądź jego zastępców.
Miasto starało się przebłagać króla, w związku z czym zaproponowało 100 tysięcy zł polskich płatnych do kasy panującego w ciągu dziesięciu lat oraz zgodziło się przekazywać skarbowi Rzeczypospolitej cło palowe, czyli ponad 21 000 zł. rocznie. Palowe pobierane było przez miasto na naprawy i konserwację portu. W rzeczywistości na ten cel szło nie więcej niż 10% tej kwoty, reszta zaś stanowiła stały dochód Rady Miejskiej. Gdańsk, oddając palowe, nie stracił prawie nic, bowiem natychmiast podniósł dwukrotnie cła na towary importowane (z 0,4 na 0,8%). Za konflikt miasta z królem zapłacili więc armatorzy i kupcy europejscy.
Constitutiones Carncovianae zostały sformułowane 14 marca 1570 roku i zatwierdzone przez monarchę i Sejm 20 lipca. Jeszcze wiosną tego roku król sprowadził z Wenecji dwóch szkutników, a w maju ruszyła budowa pierwszego polskiego okrętu, galeonu o nazwie „Smok”. 15 czerwca zwodowano kadłub, a prace wykończeniowe trwały jeszcze rok.
Ostatecznie jednak sprawa Dominium Maris Baltici została pogrzebana wraz ze śmiercią Zygmunta Augusta (7 lipca 1572) i latami bezkrólewia.